# Scilla albanica
Scilla albanica là một loài thực vật có hoa trong họ Măng tây. Loài này được Turrill miêu tả khoa học đầu tiên năm 1932.